# Deus ex Machina (Liv Kristine)
Deus ex Machina este primul album al cântăreței de origine norvegiană Liv Kristine.

## Tracklist
1. Requiem
2. Deus Ex Machina
3. In The Heart Of Juliet
4. 3 am
5. Waves Of Green
6. Take Good Care
7. Huldra
8. Portrait: Ei Tulle Med Øyne Blå
9. Good Vibes Bad Vibes
10. Outro
11. 3 Am (No Loop Mix)